# Naționalism ucrainean

Drapelul Ucrainei

Naționalismul ucrainean este o ideologie care promovează unitatea ucrainenilor în propriul lor stat național. Deși actualul stat ucrainean a apărut recent în forma actuală, istorici precum Mîhailo Hrușevskîi, Orest Subtelny⁠(d) și Paul Robert Magocsi⁠(d) susțin că statul medieval Kyivan Rus reprezintă prima formă de organizare cu caracter statal a ucrainenilor. Originile naționalismului ucrainean modern își au originea în răscoala cazacilor din secolul al XVII-lea împotriva Uniunii statale polono-lituaniene conduse de Bogdan Hmelnițki.

## Perioada contemporană
În primul deceniu al secolului al XXI-lea, alegătorii din Ucraina de Vest și Ucraina Centrală aveau tendința de a vota pentru democrații prooccidentali și proeuropeni în timp ce în Ucraina de Est⁠(d) și Ucraina de Sud partidele proruse erau în fruntea preferințelor.
De la alegerile parlamentare din 1998⁠(d)  până la alegerile parlamentare din 2012, niciun partid naționalist nu a obținut locuri în Rada Supremă a Ucrainei. În cadrul acestor alegeri, partidele naționaliste de dreapta au obținut mai puțin de 1% din voturi; la alegerile din 1998 au obținut 3.26%.
Partidul naționalist Svoboda a avut a descoperit succesul electoral în cadrul alegerilor locale din regiunea Ternopil din 2009 când au obținut 34.69% din voturi și 50 de locuri din cele 120 ale consiliului regional din Ternopil⁠(d). Acesta a fost cel mai bun rezultat obținut de un partid de extremă dreapta din istoria Ucrainei. La alegerile locale precedente organizate în Ternopil Obast în 2006, partidul a obținut doar 4.2% din voturi și 4 locuri. În cadrul alegerilor locale pentru consiliul regional din Lviv, partidul a obținut 5.62% din voturi și 10 locuri, respectiv 6.69% din voturi și 9 locuri pentru consiliul local din Lviv. În 1991, Svoboda a fost înființat inițial sub denumirea de „Partidul Național-Socialist al Ucrainei”. Politica partidului a îmbinat retorica naționalistă cu așa-zise aspecte neonaziste. Treisprezece ani mai târziu, acesta a fost redenumit „Uniunea Panucraineană Libertatea” sub conducerea Oleh Tyahnybok. Politologii Olexiy Haran și Alexander J. Motyl susțin că Svoboda este mai degrabă o mișcare radicală decât una fascistă, având mai multe în comun cu mișcări de dreaptă precum Tea Party decât cu cele fasciste sau neonaziste. În 2005, Victor Iușcenko l-a numit pe Volodymyr Viatrovych⁠(d) director al Serviciului de Securitate al Ucrainei (SBU). Conform profesorului Per Anders Rudling, acest lucru nu doar că i-a permis lui Viatrovych să igienizeze istoria ultranaționalistă, ci și să-și promoveze în mod oficial abordare alături de ideologia împreună cu partidului ONU fundamentată pe ideea de „puritate etnică” combinată cu sentimente rusofobe, antisemite și antipolone. :229–230 Astăzi, extrema dreapta ucraineană valorifică inițiativele „iușcenkoiste”. :235 Naționaliștii autonomi se concentrează pe recrutarea tinerilor, participarea la acțiuni violente și susținerea antiburghezismului, anticapitalismului, antiglobalismului, antidemocrației⁠(d), antiliberalismului, antibirocrației și antidogmatismului. Per Anders Rulig menționa că președintele ucrainean Viktor Ianukovici i-a ajutat indirect partidul Svoboda prin faptul că a acordat reprezentanților Svoboda o atenție disproporționată în mass-media”.:247

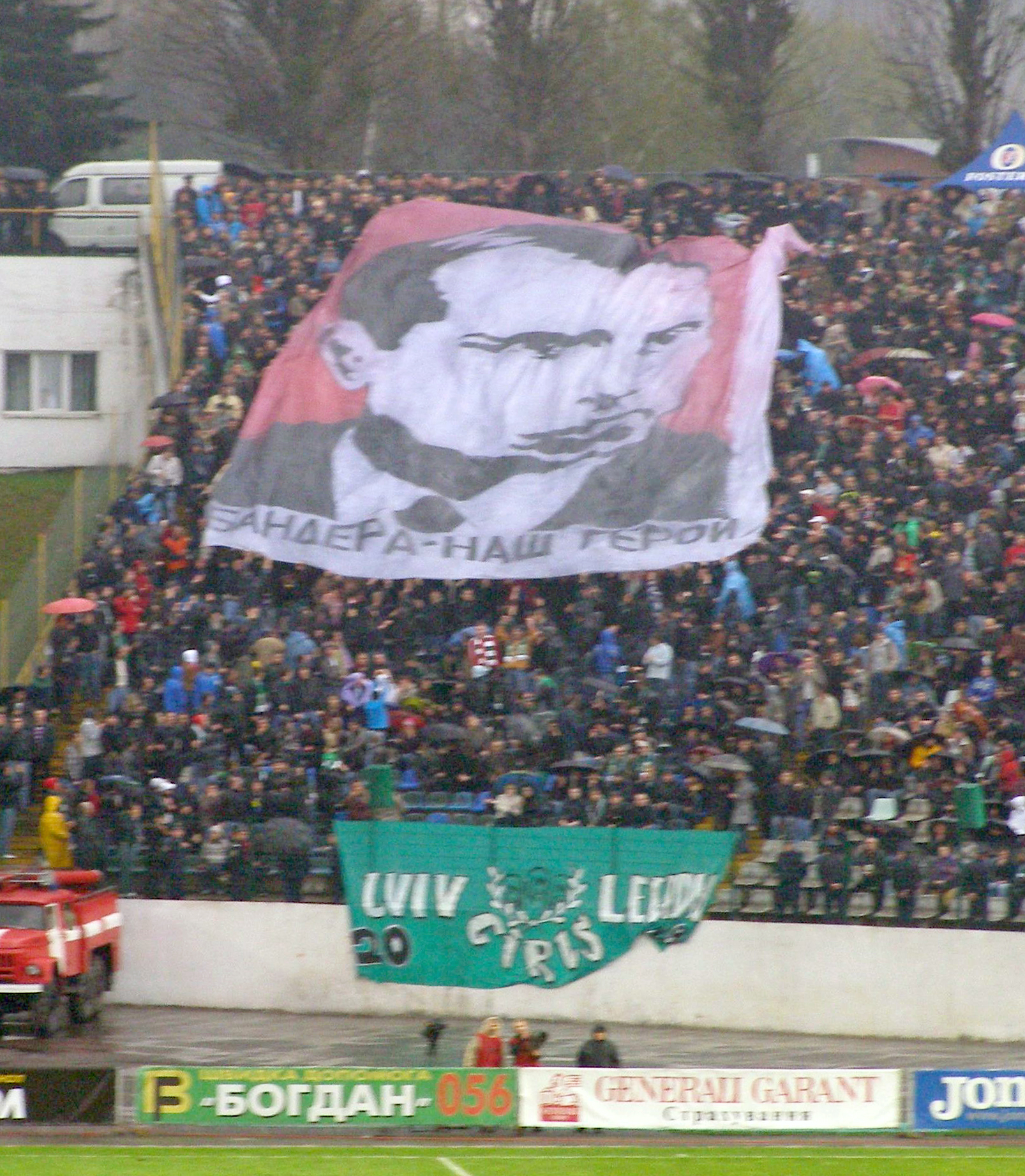
Fani ai echipei Liov cu un banner cu textul „Bandera - eroul nostru” (2010)

La alegerile locale din 2010, Svoboda a obținut un succes remarcabil în estul Galiției. La alegerile parlamentare din 2012, Svoboda s-a clasat pe locul patru cu 10.44% din voturile naționale și 38/450 de locuri. În urma alegerilor parlamentare ucrainene din 2012, Batkivșcina și UDAR⁠(d) au cooperat oficial cu Svoboda.
În timpul intervenției armatei ruse în Ucraina, mass-media rusă a încercat să descrie partidele ucrainene drept naziste. Principalele organizații luate în considerare erau cele influențate de Stepan Bandera: Svoboda, Sectorul de Dreapta și Batalionul Azov. Andriy Biletsky, conducătorul grupărilor ultranaționaliste și neobanderite Adunarea Social-Națională⁠(d) și Patrioții Ucrainei⁠(d), este liderul Batalionului Azov, parte a Gărzii Naționale Ucraineane⁠(d) aflate în conflict cu separatiștii pro-ruși în Donbass. Potrivit unui articol din The Daily Telegraph, unii membri ai organizației sunt asociați cu diverse convingeri neonaziste. În iunie 2015, politicianul democrat John Conyers⁠(d) și colegul său republican Ted Yoho⁠(d) au propus amendamente prin care se suspenda pregătirea militară a batalionului Azov de către americani.
După destituirea președintelui Ianukovici ca urmare a revoluției ucrainene din februarie 2014, guvernul interimar Iațeniuk⁠(d) a plasat 4 membri Svoboda în funcții de conducere: Oleksandr Sych în funcția de vicepremier al Ucrainei, Ihor Tenyukh în funcția de ministru al Apărării, avocatul Ihor Shvaika în funcția de ministru al Agriculturii și Andriy Mokhnyk în funcția de ministru al Ecologiei și Resurselor Naturale. Departamentul de Stat al SUA a declarat într-o document din 5 martie 2014 că „grupurile ultranaționaliste de extremă dreapta, unele dintre ele implicate în ciocniri cu forțele de securitate în timpul protestelor Euromaidan, nu au reprezentanți în parlamentul ucrainean ”.
La alegerile prezidențiale din Ucraina din 2014 și alegerile parlamentare din 2014, candidații Svoboda nu au reușit să treacă pragul electoral. Partidul a câștigat 6 locuri în cadrul alegerilor parlamentare și a obținut 4.71% din voturile listei electorale naționale. La alegerile prezidențiale din 2014, liderul Svoboda, Oleh Tyahnybok, a primit 1.16% din voturi. Liderul Sectorului de Dreapta Dmytro Yarosh a obținut 0.7% din voturi la alegerile prezidențiale din 2014 și a fost ales în parlament câștigând prin vot uninominal. Purtătorul de cuvânt al partidului, Boryslav Bereza⁠(d) a candidat în calitate de candidat independent și a reușit să obțină un loc.
Grupul radical S14, ai cărui membri și-au exprimat în mod deschis convingerile neonaziste, au obținut notorietate în 2018 după atacurile violente din taberele ridicate de minoritatea romă.  
Pe 19 noiembrie 2018, Svoboda și organizațiile politice naționaliste Organizația naționaliștilor ucraineni,Congresul Naționaliștilor Ucraineni⁠(d), Sectorul de dreapta și C14 au susținut candidatura lui Ruslan Koshulynskyi⁠(d) la alegerile prezidențiale din Ucraina din 2019⁠(d). Acesta a obținut numai 1.6% din voturi. În cadrul alegerilor parlamentare din Ucraina (2019), partidele naționaliste Svoboda, Sectorul de dreapta, Inițiativa guvernamentală a lui Yarosh și Corpul Național⁠(d) nu au obținut suficiente voturi pentru depăși pragul electoral de 5%, au câștigat doar 2.15% din voturi și 0 locuri în parlament.